# Dorfkirche Dreveskirchen

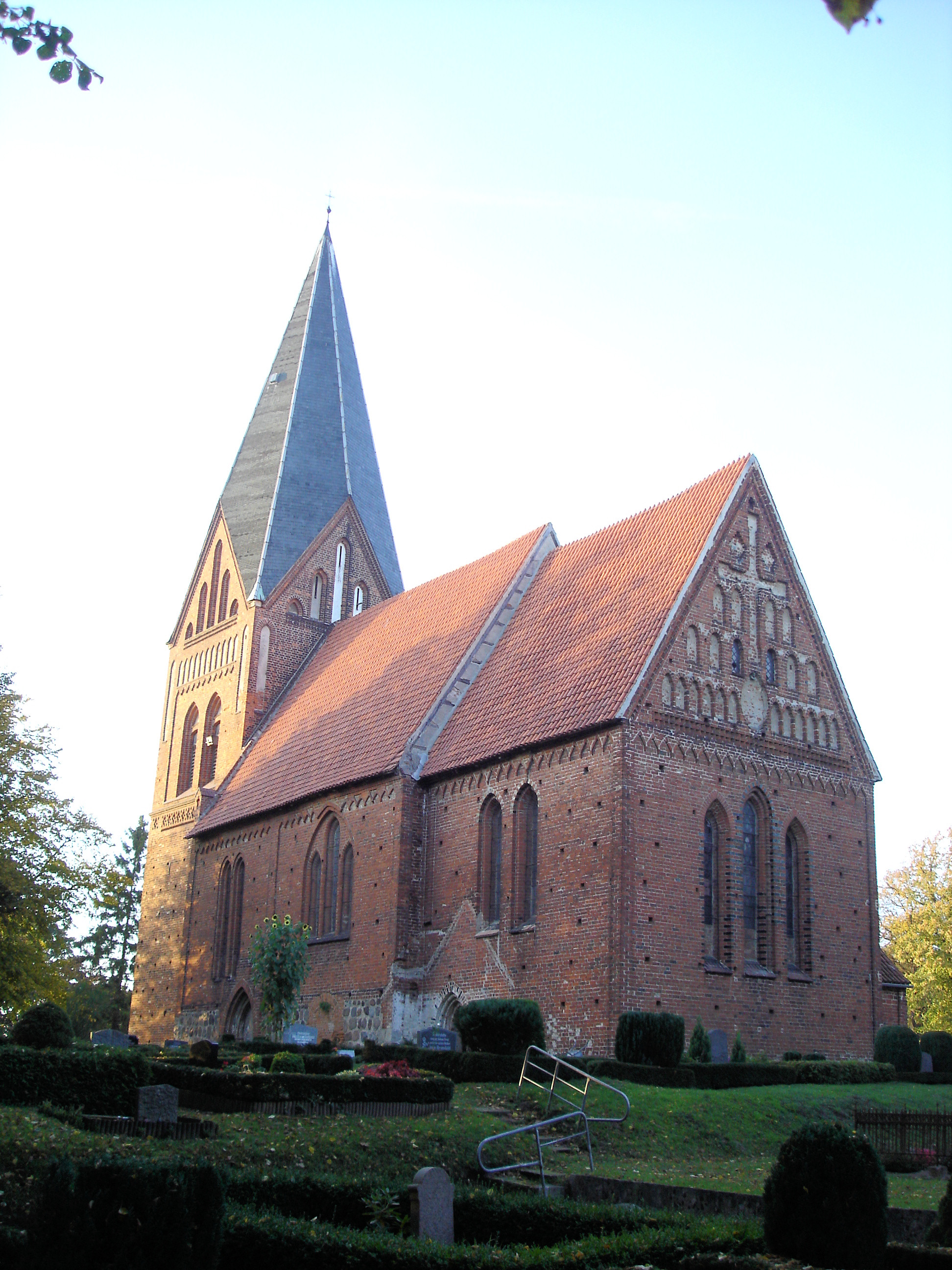
Dorfkirche Dreveskirchen, 2008

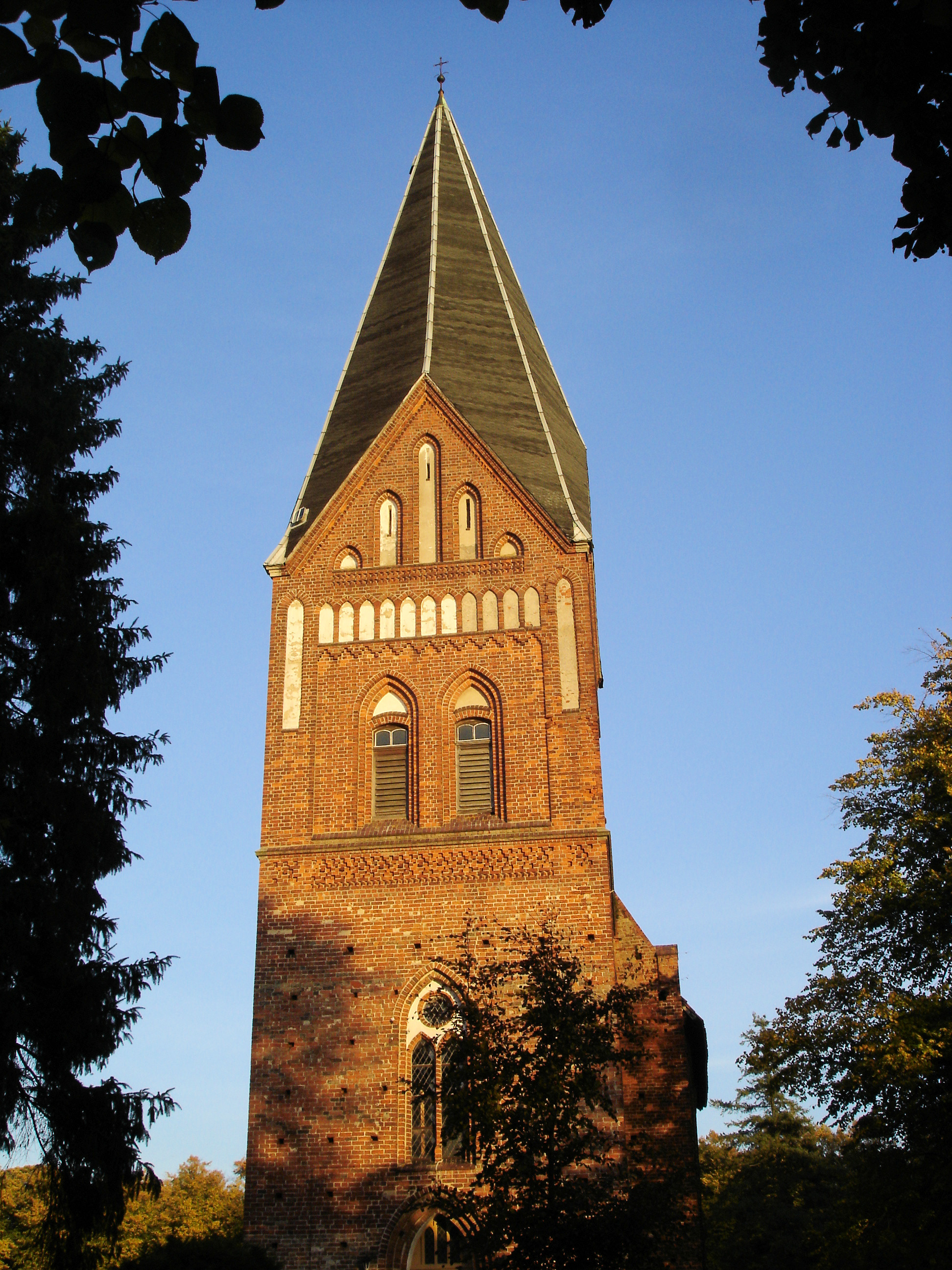
Turmansicht, 2008

Die evangelisch-lutherische Dorfkirche Dreveskirchen ist ein denkmalgeschütztes Kirchengebäude in Dreveskirchen, einem Ortsteil von Blowatz im Landkreis Nordwestmecklenburg (Mecklenburg-Vorpommern). Die Gemeinde ist seit 2000 mit den Kirchgemeinden Alt Bukow und Neuburg und seit 2003 auch mit Kirch Mulsow verbunden.

## Geschichte
Die Tochterkirche Dreveskirchen wurde 1229 vom Kirchspiel Neuburg abgetrennt, Bischof Brunward erlaubte den Bau einer Kirche. Der damalige Name lautete wegen der abseitigen Lage des Ortes Oedeskerken (Kirche in der Einöde). Das Patronat der Kirche befand sich seit 1306 in den Händen des Abtes von Doberan. Das Kloster Doberan behielt bis zu seiner Auflösung 1552 das Patronat. Danach wechselte das Patronat zwischen der Landesherrschaft und den Familien von Strahlendorf auf Goldebee und von Goeden auf Damekow. Seit 1873 hatte die Familie von Viereck das Patronat. Es ist kein Zufall, dass die Kanzel niedriger als das Patronatsgestühl ist.

## Baugeschichte
Das Gotteshaus ist ein stattlicher Backsteinbau, dessen ältester Teil der in der zweiten Hälfte des 13. Jahrhunderts errichtete Chor ist. Es ist ein Beispiel für den Übergang von der Romanik zur Gotik.

### Äußeres
Das zweijochige Schiff um 1260/1270 schließt mit einem leicht eingezogenen quadratischen Chor. Die Sakristei an der Nordseite von 1245/1255 ist der älteste Gebäudeteil. Der Ostgiebel ist besonders reich verziert, die Basis des Giebeldreiecks bildet ein doppeltes Deutsches Band. Die Mandorla darüber deutet den erhöhten Sitz Christi an, sie ist von Arkadenbögen flankiert, diese symbolisieren die zwölf Apostel. Zwischen den Arkadenbögen ist ein großes Blendenkreuz sichtbar. Die Sakristeigiebel wurden von 1980 bis 1990 erneuert. Am Außenbau sind deutlich unterschiedliche Detailformen von Chor und Schiff erkennbar. Das Schiff ist hoch in Feldstein ausgeführt und schließt mit einem Wulst. Die Wände sind durch Lisenen sowie Spitzbogen- und Treppenfriese gegliedert. Der Chor zeigt Reste reicher, schwarzer Glasuren, sein Mauersockel ist mit einem Wulst und einer Kehle profiliert. Das nördliche der beiden Rücksprungportale ist mit Viertelstäben profiliert, das südliche mit Kleeblattstäben mit Dreieckkapitellen. Die spitzbogigen Fenster sind zumeist paarweise zusammengestellt. Die Chorwand ist durch eine Dreifenstergruppe mit teilweise glasierten Ziegeln versehenen Gewändern gegliedert.
Das Innere der Kirche ist gewölbt. Auf abgestuften Wandpfeilern und runden Eckdiensten ruht im Schiff das Kreuzrippengewölbe; das kuppelförmige Kreuzrippengewölbe im Chor ruht über Runddiensten. Der schwere, spitzbogige Triumphbogen zwischen Chor und Schiff ist mit Medaillons, die Apostelköpfe darstellen, verziert. Sie wurden während der ab 1873 laufenden Restaurierung von dem Dresdner Karl Andreae geschaffen. Von ihm stammen auch die Entwürfe für die neugotischen Glasmalereien um 1870 in der östlichen Dreifenstergruppe mit den Darstellungen der Heiligen, in der rechten Fensterbahn Johannes der Täufer mit fahnengeschmücktem Kreuzstab und in der linken Fensterbahn Paulus mit Schwert und Buch in den Händen. Die beiden Ganzfiguren wurden in Schwarzlotmalerei auf Tongläsern ausgeführt.
Die Statik des Gebäudes wurde 1995 durch einen neuen Ringanker und die Sanierung der Gewölbe gesichert. Bei diesen Arbeiten wurden an den Rippen mittelalterliche und an den Gewölben barocke Malereien freigelegt.
Am 6. September 2013 entwendeten Diebe zwei große Kronleuchter, zwei Kerzenständer und ein Kruzifix.
Der 56 Meter hohe quadratische Westturm wurde im 14. Jahrhundert begonnen. Seine neugotischen Obergeschosse mit Blendengiebeln und dem achteckigen Helm sind erst 1888 entstanden. Die neue Kirchturmtür wurde 1890 eingebaut. Im Glockengeschoss hängen zwei Glocken.

### Inneres

#### Altar
Der Altaraufsatz von der ersten Hälfte des 18. Jahrhunderts, mit Doppelsäulen und einem gesprengten Segmentgiebel wird seitlich von allegorischen Figuren der Spes und der Fides begleitet, das von Engeln flankierte Stifterwappen dient mit dem Schmerzensmann als Bekrönung. Das Gemälde in der Predella im Sockelgeschoss stellt das letzte Abendmahl dar, das Gemälde im Hauptgeschoss einen triumphierenden Christus, es wurde zum Ende des 19. Jahrhunderts von Carl Andreae gemalt.

#### Kanzel
Stilistisch ähnlich ist die 1736 aufgestellte Kanzel mit reichen Schnitzereien versehen; an ihrem Korb stehen zwischen schweren Akanthusvoluten die Figuren der Evangelisten.

#### Empore
Die zweigeschossige Westempore und die Patronatsempore an der Nordseite wurden wohl im 19. Jahrhundert gleichzeitig ergänzt. Die Patronatsloge trägt eine große Kartusche mit dem Wappen der Familie von Goeden.
Der geschnitzte Corpus des spätgotischen ehemaligen Triumphkreuzes vom Anfang des 16. Jahrhunderts ist von großer Ausdruckskraft. Die Kreuzenden sind mit Evangelistensymbolen und Blattkrabben verziert. Das Kreuz wurde mit diversen Schnitzfiguren zu einer Gruppe zusammengestellt. Die Figuren der Maria und eines Engels sind Arbeiten von der zweiten Hälfte des 15. Jahrhunderts von einer ehemaligen Verkündigungsgruppe.
Eine geschnitzte Bischofsfigur aus der ersten Hälfte des 15. Jahrhunderts, die wohl aus einem Altarschrein stammt.
Im Turm werden etliche Fragmente von Figuren und Rahmen sowie Ornamenten eines Epitaphs und eines Altares ausgestellt.

#### Epitaph
Das Epitaph für Detlov v. Goeden (1652–1712), Oberst in hannoverschen Diensten, wurde nach 1712 gefertigt.

#### Grabplatten
Die große Grabplatte für ein Mitglied der Familie von Oldenburg nahe der Kanzel mit großem Wappen und Chronogramm ist wohl vom Anfang des 18. Jahrhunderts. Die durch Großschreibung heraus gehobenen Buchstaben geben das Geburts- und Sterbejahr des Inhabers an.
Die hölzernen Beinlinge einer Rüstung von 1714 der in Dreveskirchen gesessenen Familie von Goeden wurden ergänzt; Turnierlanzen befinden sich an den Seiten.

#### Taufe
Der Taufständer ist von der zweiten Hälfte des 19. Jahrhunderts, der aus dem Chor entfernte Taufengel ist eine Arbeit des 18. Jahrhunderts.

#### Orgel
Die Orgel (I/P/15) mit ihrem barocken Prospekt wurde 1754 von dem mecklenburgischen Hoforgelbaumeister Paul Schmidt aus Rostock gebaut. Sie ist die älteste noch mit handgegossenen Zinnpfeifen und eine von fünf erhaltenen Paul-Schmidt-Orgeln in Mecklenburg. Auf dem Giebelschild der Außentürme steht: ANNO 1754. Die größten Veränderungen gab es 1840 durch den Wismarer Orgelbaumeister Friedrich Wilhelm Winzer. Es war sein erster Auftrag in Mecklenburg. Er disponierte die Orgel um, änderte die Spiel- und Registertrakturen, änderte Windladenlager und Windkästen. Der Doppelfaltenmagazinbalg wurde 1914 von Carl Börger anstelle der Keilbälge eingebaut. Das Gehäuse erhielt im 19. Jahrhundert einen braunen holzfarbenen Anstrich, 1929 sogar einen graublauen und roten. Die originale Fassung wurde 1999 wieder freigelegt und die Prospektpfeifen nach Befund versilbert. Von 1999 bis 2001 erfolgte die Restaurierung mit Rekonstruktion von 1755 durch Kristian Wegscheider aus Dresden und die Restauratoren Hilke Frach-Renner und Peter Taubert. Die Orgel auf der Westempore wird nun wieder für Konzerte genutzt.
Die Disposition lautet:
| Manual CD–c3 |    |
| Principal    | 8′ |
| Gedact       | 8′ |
| Octave       | 4′ |
| Flöhte       | 4′ |
| Octave       | 2′ |
| Waldflöhte   | 2′ |
| Mixtur III   |    |
| Trompete     | 8′ |
| Vox humana   | 8′ |

| Pedal C–c1d1 |     |
| Subbaß       | 16′ |
| Octave       | 8′  |
| Octave       | 4′  |
| Octave       | 2′  |
| Posaune      | 16′ |
| Trompete     | 8′  |

- Tremulant
- Cymbelstern

## Pastoren
Namen und Jahreszahlen bezeichnen die nachweisbare Erwähnung als Pastor.
- 1919–1928 Bernhard Romberg
- 1928–1947 Heinz Pflugk
- 1948–1960 Gerhard Hanck
- 1960–1966 Otto-Heinrich Glüer
- 1967–1998 Willi Lange
- 1999–2009 Friederike Praetorius
- 2010–2017 Sindy Altenburg
- 2018 aktuell Roger Thomas

## Heutige Kirchengemeinde
Zur Evangelisch-Lutherischen Kirchengemeinde Dreveskirchen zählen die Ortsteile Blowatz, Boiensdorf, Damekow, Dreveskirchen mit Kirche, Friedrichsdorf, Groß Strömkendorf, Heidekaten, Niendorf, Robertsdorf, Stove und Wodorf. Die Kirchengemeinde Dreveskirchen mit Pfarrsitz bildet einen Pfarrsprengel mit der Kirchengemeinde Hornstorf und der Kirchengemeinde Neuburg mit eigenem Pfarrsitz.

### Gedruckte Quellen
- Mecklenburgisches Urkundenbuch (ff. MUB)

### Ungedruckte Quellen
- Landeshauptarchiv Schwerin (LHAS)
  - LHAS 5.12-3/1 Mecklenburgisch-Schwerinsche Ministerium des Innern
  - LHAS 5.12-4/3 Ministerium für Landwirtschaft, Domänen und Forsten
  - LHAS 5.12-7/1 Mecklenburg-Schwerinsche Ministerium für Unterricht, Kunst, geistliche und Medizinalangelegenheiten
  - LHAS 5.12-9/10 Landratsamt Wismar

- Landeskirchliches Archiv Schwerin (LKAS)
  - LKAS, OKR Schwerin, Kirchenbücher 1653, 1750, 1787.
  - LKAS, OKR Schwerin, Specialia, Abt. 1, Bausachen Kirch- und Pfarrbauten 1730–1937
  - LKAS, OKR Schwerin, Landessuperintendentur Rostock-Land, Visitationsprotokoll 1606
  - LKAS, OKR Schwerin, Bauzeichnungen und Pläne kirchlicher Gebäude, Nr. 053 Dreveskirchen, drei Karten und Risse

- Stadtarchiv Wismar
  - Prozeßakten des Tribunals 1653–1803